# 도다 다다미쓰
도다 다다미쓰(일본어: 戸田忠盈, 1730년 7월 16일 ~ 1781년 9월 16일)는 시모쓰케 우쓰노미야 번 제3대 번주, 히젠 시마바라번 초대 번주를 지냈다. 우쓰노미야 번 도다가 제6대 당주.
| 전임 도다 다다미 | 제3대 우쓰노미야 번 번주 (도다가) 1746년 ~ 1749년 | 후임 마쓰다이라 다다마사 |

| 전임 마쓰다이라 다다마사 | 제1대 시마바라번 번주 (도다가) 1749년 ~ 1754년 | 후임 도다 다다토 |